# Стефанос, Кипариссос
Кипариссос Стефанос (греч. Κυπάρισσος Στέφανος, 11 мая 1857, Кея — 27 декабря 1917, Афины) — один из самых видных греческих математиков XIX века. Более всего известен своими работами в области Проективной геометрии, где ряд терминов либо был введён в употребление Стефаносом, либо отмечен его именем.
Современный греческий академик Антонис Кунадис заявил, что, по его мнению, «Кипариссос Стефанос является самым великим современным греческим математиком периода до Каратеодори».

## Молодые годы
Кипариссос Стефанос родился на острове Кея в семье учителя. Его брат, Стефанос, Клон, считается одним из основателей антропологии в Греции. Кипариссос окончил гимназию на острове Сирос под непосредственным наблюдением своего отца, после чего поступил в математический класс философского факультета Афинского университета, где в 1878 году, в возрасте 20 лет, получил степень доктора Философии математики. Большую роль в его жизни и научной деятельности сыграло его случайное знакомство в Дафни с английским математиком Томасом Хирстом (Thomas Archer Hirst1830 — 1892). Хирст сразу увидел в молодом Стефаносе математического гения, поощрил продолжить свои работы и стал оказывать ему помощь и стал его наставником.

## Франция
Стефанос продолжил учёбу в Парижском университете, где учился у Жана Дарбу, Мари Энмона Жордана, Шарля Эрмита и где получил степень доктора математики за диссертацию Теория бинарных форм («Théorie des formes binaires et l’elimination») В одной из первых своих работ «Десмическая система трёх тетраэдров» («Sur les systèmes desmiques de trois tétraèdres») он ввёл термин «десмическая система», от греческого слова «десми» (δέσμη — связка, пучок).
Немецкий математик  Феликс Клейн включил работы Стефаноса в свою ставшую классической книгу «Высшая геометрия» (Отображение линейной геометрии в пространстве 4-х измерений, Круги в пространстве, Пентацикл Стефаноса). Сотрудничество Стефаноса с Клейном и публикация работ стали связующим звеном между Клейном и французскими математиками и молодой греческий математик укрепил свою позицию в этих двух математических школах. В 1881 году он сделал сообщение о своей работе «О геометрии шаров» в Академии наук в Париже. Последовали другие сообщения по проблемам геометрии, алгебры и интегрального исчисления, которые были опубликованы в Академии, в английских и американских журналах.
После Иоанниса Хадзидакиса (1844—1921) Стефанос был вторым из греческих математиков обративших внимание на Векторный анализ. В 1883 году он опубликовал в немецком журнале Mathematische Annalen работу о Кватернионах  Гамильтона. Стефанос получил международное признание, но в 1884 год выразил желание вернуться в Афины.

## Греция
Хирст дал Стефаносу рекомендательные письма, которые впечатлили греческого министра образования и премьер-министра  Харилаоса Трикуписа, также учившегося в своё время во Франции. Он был назначен профессором в Афинский университет и позже — профессором  Афинского политехнического университета и офицерских Военного училища эвелпидов и Военно-морской академии. Кроме своей академической и научной деятельности, Стефанос был основателем Сельскохозяйственного общества и ряда Публичных торговых училищ, соучредителем Общества друзей леса и Греческого ремесленного общества, организатором и президентом Ассоциации учителей. Он также принял участие в комитетах по рассмотрению школьных учебников и по реформе учебной программы в среднем образовании.
Стефанос умер в ночь с 26 на 27 декабря 1917.
Во время празднования столетия Афинского университета (1837—1937), Стефанос был охарактеризован «алгебраистом и геометром, исключительно элегантным в решении алгебраических уравнений».

## ЭСБЕ о Стефаносе
В дореволюционной России Стефанос был известным математиком. Статью о нём в ЭСБЕ написал известный российский историк математики Бобынин, Виктор Викторович.